# SIMPURE
SIMPURE（シンピュア）とは、NTTドコモの第三世代携帯電話FOMAのシリーズのひとつで、シンプルな機能を持ち、ライトユーザーをメインターゲットとする端末シリーズの名称。また、そのシリーズ名を表す造語である。2008年4月現在では全機種生産を終了している。

## 概要
2006年3月6日に初代となる600iシリーズが、ドコモよりプレスリリースされた。元々、2005年12月14日にドコモの中村維夫社長が、読売新聞の取材に対して2006年春頃に販売する方針を明らかにしていた。7シリーズよりも1万円程度売価を落としている。iアプリは504i相当。キャラ電・着うたには非対応。当初はLG電子製とNEC製を発売。国際ローミングに対応しているが、FOMAプラスエリアには対応していない。また、バーコードリーダーも搭載していない。2台目の携帯電話として、またmovaの20x/25xシリーズからの乗換ユーザーを対象にしている。
シリーズ名のSIMPUREは、simple（シンプル）とpure（純粋な）を組み合わせた造語である。正式型番は600iシリーズ。主に、通話とメールを中心に使うユーザーを対象とした端末である。
600i世代（2006年3月6日発表）のスペック的な特徴として、以下が挙げられる。
- メインディスプレイがQVGA対応でなく、またサイズも2.0インチ程度。
- 音声通話、SMSに対応。
- テレビ電話には対応するが、キャラ電（アバター）は利用できず、Vライブにも非対応。
- iモードメール（通常のメール）では、iショット・iモーションメールに対応する。
- デコメールは受信のみ対応。ただし、Flash画像は表示できない。
- iモードブラウジングでは、iメロディ、iモーションに対応する。着うた、着モーションには非対応。
- iアプリは504i相当のものが利用可能。
- カメラは、30万画素～メガピクセル程度。
- バーコード、QRコード読み取りはできない。
- おサイフケータイ、プッシュトーク、PDFビューアー、iチャネルなどは利用できない。
- 国際ローミングサービスであるWORLD WINGが利用可能。W-CDMA、GSM、GPRSに対応する。

これが、601i世代（2006年10月12日発表）になると、以下のような変化も見られる。
- メインディスプレイがQVGA対応のものもある。
- デコメールが送信できる機種も現れた。
- iチャネルに対応した機種も現れた。
- 国際ローミングサービスWORLD WINGは、機種のコンセプトで対応状況が分かれた。

このように、基本機能をサポートし、付加機能を取捨選択している。そのため、mova（PDC方式）でシンプルなシリーズである、25Xi及び21Xiシリーズユーザーからの移行を見込んでいる。また、機能を絞ったことで、本体販売価格を下げられ、ターゲットとするユーザーに買いやすくする環境を提供している。加えて、国際ローミングに対応することで、既にほかの端末を持っている、海外渡航の多いユーザーに対する、2台目携帯電話としての需要も見込んでいる。
なお、600番台は本来movaの特殊端末（らくらくホン601es・67Xi、GEOFREEの69Xiなど。FOMAで言うところの800番台）が使用しており、すでにP601es（初代らくらくホン）、N601ps（プリペイド用）などが存在しているが、結果としてこれらは無視されることとなった。

## 端末一覧

### SIMPURE L(L600i)

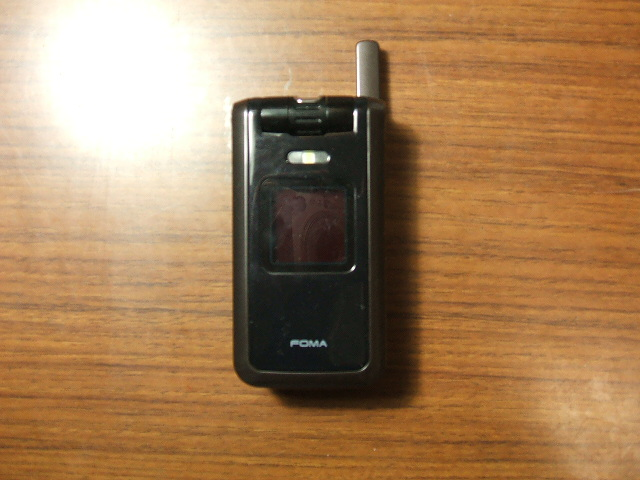
SIMPURE L

- LG電子製。ドコモ初、国内3番目の韓国メーカ参入である。
- 折りたたみ式。GSM用のアンテナがヒンジ側右端よりにある。
- 89×47×25mm。120g。
- メインディスプレイは、2.0インチ、65536色、176×220ドット表示対応TFT液晶ディスプレイ。
- サブディスプレイは、1.17インチ、65536色、96×96ドット表示対応有機ELディスプレイ。
- 外部メモリーはminiSDカード対応。
- カメラは有効・記録ともに約131万画素CMOS。ヒンジ部に搭載されており、回転させることが出来る。
- 充電する時は、別売のACアダプターを指して充電する。卓上フォルダは別売もされておらず、また仕様的に卓上フォルダ利用は不可能。
- サブディスプレイは常に横スクロールしている。停止は不可能。

### SIMPURE N(N600i)
- NEC製。正確には[NEC CHINA]製
- 折りたたみ式。
- 92×44×19.2mm（2006年4月現在、FOMA最小）。95g。
- メインディスプレイは、1.9インチ、65536色、176×220ドット表示対応TFT液晶ディスプレイ。
- サブディスプレイは持たない。
- 外部メモリーは非対応。
- カメラは外側・内側ともに、有効31万画素、記録30万画素CMOS。
- NEC製FOMAの特徴であったニューロポインターは非搭載。

### SIMPURE L1(L601i)
- LG電子製。
- 折りたたみ式。GSM用のアンテナがヒンジ側右端よりにある。
- 94×50×18mm。93g。
- メインディスプレイは、2.2インチ、65536色、176×220ドット表示対応TFT液晶ディスプレイ。
- サブディスプレイは、1.17インチ、65536色、96×96ドット表示対応TFT液晶ディスプレイ。
- 外部メモリーは非対応。
- カメラは有効・記録ともに約131万画素CMOS。ヒンジ部に搭載されており、回転させることが出来る。

### SIMPURE N1(N601i)
- NEC製。
- 折りたたみ式。「ナチュラルスクエアフォルム」という、直方体に近い、持ちやすい形状。
- 92×44×18mm。88g（2006年10月現在、FOMA最軽量）。
- メインディスプレイは、2.1インチ、65536色、QVGA+(240×345ドット)表示対応TFT液晶ディスプレイ。
- サブディスプレイは持たないが、「ジュエル・イルミネーション」というダイヤカットLEDを搭載。
- 外部メモリーは非対応。
- カメラは外側31万画素CMOS、内側30万画素CMOS。
- ニューロポインターは非搭載。
- 国際ローミングには対応しないかわりに、FOMAプラスエリア対応。
- デコメール・電話帳お預かりサービス・通信によるソフトウェア更新に対応。
- ボディには抗菌加工が施されている。
- iアプリは非対応

### SIMPURE L2(L602i)
- LG電子製。
- スライド式。フランスのデザイナー、グエナエル・ニコラによるデザイン。
- 98×48×17.6mm。110g。
- メインディスプレイは2.2インチ、262,144色、176×220ドット表示対応TFT液晶ディスプレイ。
- サブディスプレイは持たない。
- 外部メモリーは非対応。
- カメラは外側が有効・記録ともに約130万画素CMOS、内側が有効約32万画素・記録約30万画素CMOS。
- 基本的に前モデルのL601iとスペックは共通しているが、新たにソフトウェアアップデート機能が追加された。

## 不具合
SIMPURE L・Nとも、外国へ持ち出して利用する際に、一部の携帯電話ネットワークとの認証がうまくできずに圏外状態となってしまい、日本に持ち帰っても圏外状態のまま一切通信できなくなる不具合が発見された。そのため、2006年7月12日に発売が中止された。その後、SIMPURE Lは7月21日までに、SIMPURE Nは7月24日までに、全ての地域で改善品の販売が再開された。既に販売された製品については、故障修理窓口でのソフトウェア更新が実施されている。
- 「SIMPURE N」「SIMPURE L」の一時販売停止のお知らせ